# Liste der FFH-Gebiete in Malta
Diese sortierbare Liste zeigt die 41 Fauna-Flora-Habitat-Gebiete in Malta.

## Hinweise zu den Angaben in der Tabelle
- Gebietsname: Amtliche Bezeichnung des Schutzgebiets
- Bild/Commons: Bild und Link zu weiteren Bildern aus dem Schutzgebiet
- WDPA-ID: Link zum Schutzgebiet in der World Database on Protected Areas
- EEA-ID: Link zum Schutzgebiet in der Datenbank der European Environment Agency (EEA)
- seit: Datum der Ausweisung als Schutzgebiet
- Lage: Geografischer Standort
- Fläche: Gesamtfläche des Schutzgebiets in Hektar
- Bemerkungen: Besonderheiten und Anmerkungen

Bis auf die Spalte Lage sind alle Spalten sortierbar.

## Tabelle
| Gebietsname                                                        | Bild/Commons | WDPA-ID | EEA-ID    | seit | Lage | Fläche ha | Bemerkungen |
| ------------------------------------------------------------------ | ------------ | ------- | --------- | ---- | ---- | --------- | ----------- |
| Filfla u l-Gżejjer ta' Madwarha                                    |              |         | MT0000016 |      |      | 6,59      |             |
| Għar Dalam                                                         |              |         | MT0000011 |      |      | 0,17      |             |
| Iċ-Ċittadella                                                      |              |         | MT0000013 |      |      | 2,07      |             |
| Il-Ballut ta' Marsaxlokk                                           |              |         | MT0000014 |      |      | 23,36     |             |
| Il-Ballut tal-Wardija                                              |              |         | MT0000003 |      |      | 20,39     |             |
| Il-Gżejjer ta’ San Pawl (Selmunett)                                |              |         | MT0000022 |      |      | 10,76     |             |
| Il-Magħluq tal-Baħar ta' Marsaskala                                |              |         | MT0000023 |      |      | 4,42      |             |
| Il-Maqluba (limiti tal-Qrendi)                                     |              |         | MT0000004 |      |      | 2,62      |             |
| Il-Qortin tal-Magun u l-Qortin il-Kbir                             |              |         | MT0000026 |      |      | 53,53     |             |
| Is-Salini                                                          |              |         | MT0000007 |      |      | 23,68     |             |
| Is-Simar (limiti ta' San Pawl il-Baħar)                            |              |         | MT0000006 |      |      | 58,42     |             |
| Ix-Xagħra tal-Kortin                                               |              |         | MT0000010 |      |      | 12,45     |             |
| Kemmuna u l-Gżejjer ta' Madwarha                                   |              |         | MT0000017 |      |      | 294,86    |             |
| L-Għadira s-Safra                                                  |              |         | MT0000008 |      |      | 2,82      |             |
| L-Għar tal-Iburdan u l-Inħawi tal-Madwar                           |              |         | MT0000025 |      |      | 69,18     |             |
| L-Inħawi ta' Għajn Barrani                                         |              |         | MT0000001 |      |      | 54,60     |             |
| L-Inħawi ta' Ħas-Saptan                                            |              |         | MT0000035 |      |      | 2,66      |             |
| L-Inħawi ta' Pembroke                                              |              |         | MT0000002 |      |      | 96,87     |             |
| L-Inħawi ta' Ta' Ċenċ                                              |              |         | MT0000034 |      |      | 140,31    |             |
| L-Inħawi tad-Dwejra u tal-Qawra, inkluż Ħaġret il-Ġeneral          |              |         | MT0000019 |      |      | 86,98     |             |
| L-Inħawi tal-Buskett u tal-Girgenti                                |              |         | MT0000018 |      |      | 244,90    |             |
| L-Inħawi tal-Għadira                                               |              |         | MT0000015 |      |      | 97,82     |             |
| L-Inħawi tal-Imġiebaħ u tal-Miġnuna                                |              |         | MT0000021 |      |      | 176,60    |             |
| L-Inħawi tal-Wej                                                   |              |         | MT0000036 |      |      | 20,36     |             |
| L-Inħawi tar-Ramla tat-Torri u tal-Irdum tal-Madonna               |              |         | MT0000009 |      |      | 74,96     |             |
| L-Inħawi tar-Ramla                                                 |              |         | MT0000005 |      |      | 7,43      |             |
| L-Inħawi tax-Xlendi u tal-Wied tal-Kantra                          |              |         | MT0000020 |      |      | 296,50    |             |
| Rdumijiet ta' Malta: Ir-Ramla taċ-Ċirkewwa sal-Ponta ta' Bengħisa  |              |         | MT0000024 |      |      | 2.316,82  |             |
| Wied il-Mielaħ u l-Inħawi tal-Madwar                               |              |         | MT0000037 |      |      | 65,36     |             |
| Wied il-Mielaħ u l-Inħawi tal-Madwar                               |              |         | MT0000037 |      |      | 65,36     |             |
| Wied il-Miżieb                                                     |              |         | MT0000012 |      |      | 24,66     |             |
| Żona fil-Baħar bejn Il-Ponta ta’ San Dimitri (Għawdex) u Il-Qaliet |              |         | MT0000105 |      |      | 15.896,22 |             |
| Żona fil-Baħar bejn Il-Ponta tal-Ħotba u Tal-Fessej (Għawdex)      |              |         | MT0000104 |      |      | 168,96    |             |
| Żona fil-Baħar bejn Rdum Majjiesa u Għar Lapsi                     |              |         | MT0000101 |      |      | 1460,53   |             |
| Żona fil-Baħar fil-Punent                                          |              |         | MT0000113 |      |      | 46.517,39 |             |
| Żona fil-Baħar fl-Inħawi ta' Għar Lapsi u ta' Filfla               |              |         | MT0000102 |      |      | 2.630,58  |             |
| Żona fil-Baħar fl-Inħawi tad-Dwejra (Għawdex)                      |              |         | MT0000103 |      |      | 228,75    |             |
| Żona fil-Baħar fl-inħawi tal-Graben ta’ Medina                     |              |         | MT0000116 |      |      | 91.252,77 |             |
| Żona fil-Baħar fl-inħawi tal-Graben tat-Tramuntana ta’ Għawdex     |              |         | MT0000115 |      |      | 39.027,37 |             |
| Żona fil-Baħar fl-inħawi tal-Majjistral tal-Graben ta’ Malta       |              |         | MT0000118 |      |      | 10.726,26 |             |
| Żona fil-Baħar fl-inħawi tal-Punent tal-Graben ta’ Malta           |              |         | MT0000117 |      |      | 20.139,38 |             |